# Meritxell

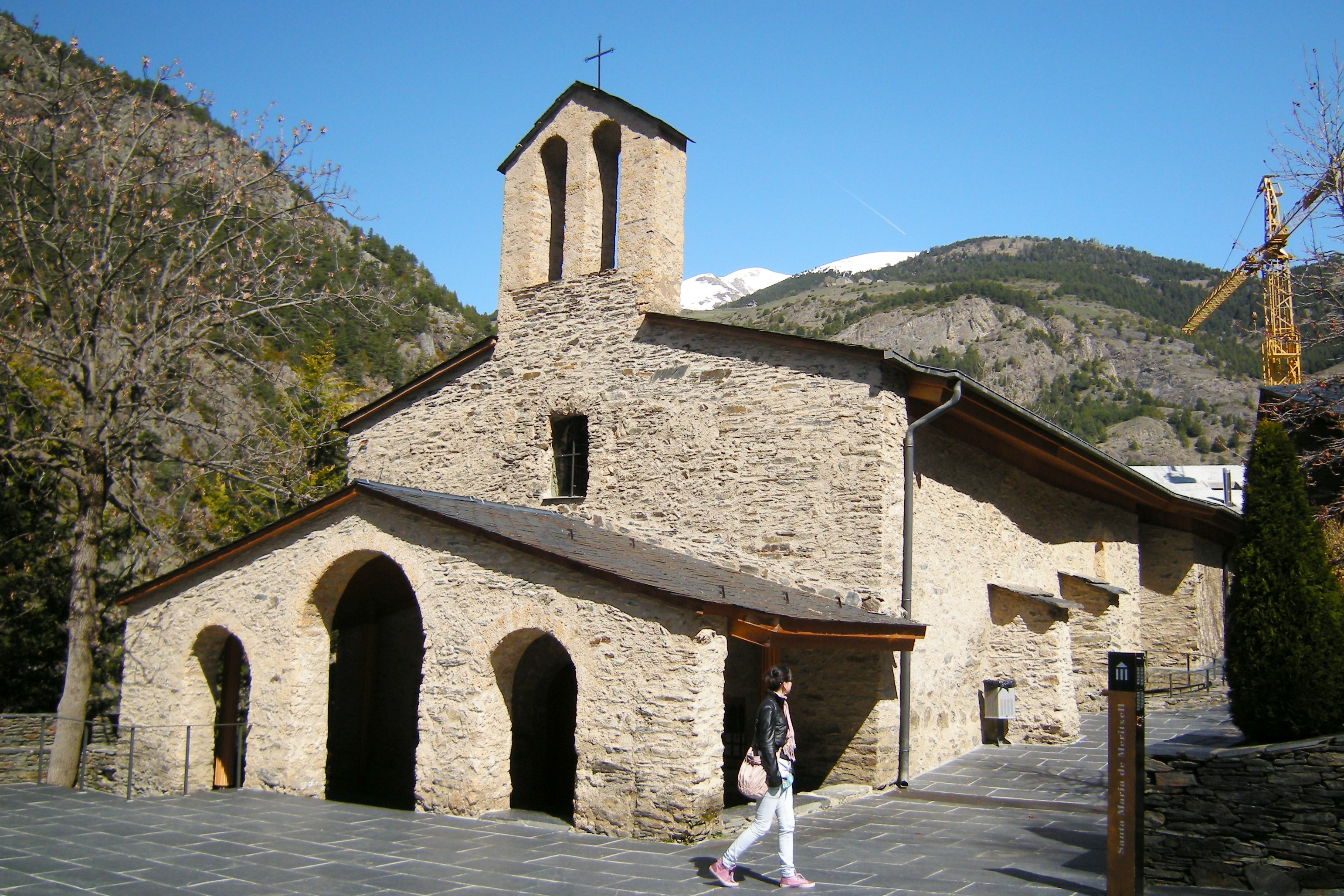
Alte Wallfahrtskirche Santuari vell de Meritxell

Meritxell ist ein Dorf im Fürstentum Andorra, sie gehört zum Kirchspiel von Soldeu. 2024 hatte der Ort 69 Einwohner. Der Ort liegt auf der nördlichen Talseite des Flusses Valira in rund 1500 Meter Höhe an der Straße CG-2 von Andorra la Vella über den Port d’Envalira in das Ariège-Tal in Frankreich.

## Namensherkunft
Nach den Aufzeichnungen des Philologen Joan Coromines ist der Name „Meritxell“ eine Verkleinerungsform von Merig und stammt aus dem lateinischen ante meridiem, deutsch: vormittags. Dieser Begriff  Meritxell wurde von den Viehhirten in Andorra benutzt, um eine Weide aufzusuchen, bevor die Sonne hinter den Bergen verschwand.

## Sehenswertes
- alte Wallfahrtskirche Santuari vell de Meritxell
- Santuari nou de Meritxell, mit der Schutzpatronin von Andorra, der Mare de Déu de Meritxell